# Перше світло (астрономія)
Перше світло — це перше використання телескопа (або, загалом, нового приладу) для отримання астрономічного зображення після його створення. Часто перше світло ще не є повноцінним спостереженням, бо зазвичай ще необхідні додаткові оптичні тести для налаштування телескопа.

## Значення
Зображення, отримане в результаті першого світла, зазвичай не становить наукового інтересу та має низьку якість, оскільки різні елементи телескопа ще потрібно налаштувати для оптимальної ефективності. Незважаючи на це, перше світло завжди є моментом великого хвилювання як для людей, які проектували й будували телескоп, так і для астрономічної спільноти, яка могла чекати цього моменту багато років, поки телескоп будувався. Об'єктом зйомки часто вибирається відомий та ефектний астрономічний об'єкт. 

## Історичні приклади
- 5-метровий Телескоп Гейла Паломарської обсерваторії побачив перше світло 26 січня 1949 року, націлившись на NGC 2261[2] під керівництвом американського астронома Едвіна Габбла. Зображення було опубліковано в багатьох журналах і доступно в архівах Каліфорнійського технологічного інституту.
- Захоплення від першого світла, отриманого космічним телескопом Габбла у 1990 році, невдовзі змінилося розчаруванням, коли було виявлено, що через конструктивну помилку телескоп нездатен досягти проєктної якості знімків. Очікувана якість першого світла була досягнута тільки після сервісної місії шатла "Індевор" у 1993 році.
- 12 жовтня 2005 року Великий бінокулярний телескоп отримав своє перше світло з єдиним основним дзеркалом, яке було видом на NGC 891[3][4]. Друге первинне дзеркало було встановлено в січні 2006 року і повністю запрацювало в січні 2008 року[5].
- 4 лютого 2022 року перше світло, побачене космічним телескопом Джеймса Вебба, було від зорі HD 84406 з метою тестування та вирівнювання фокусу 18 дзеркал телескопа[6][7]. Пізніше на офіційній церемонії 12 липня 2022 року була опублікована перша колекція з п’яти наукових зображень телескопа Джеймса Вебба[8][9].

## Галерея

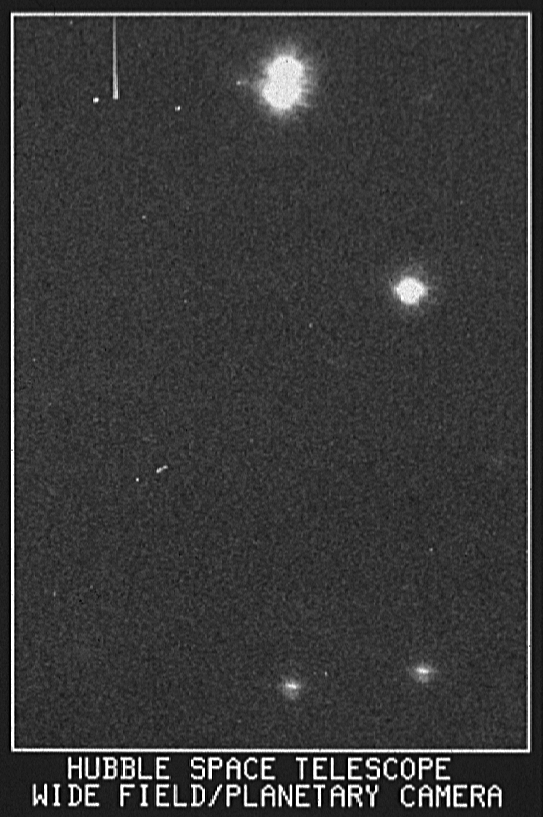
Перше світло несправного космічного телескопа Габбл, 1990 рік
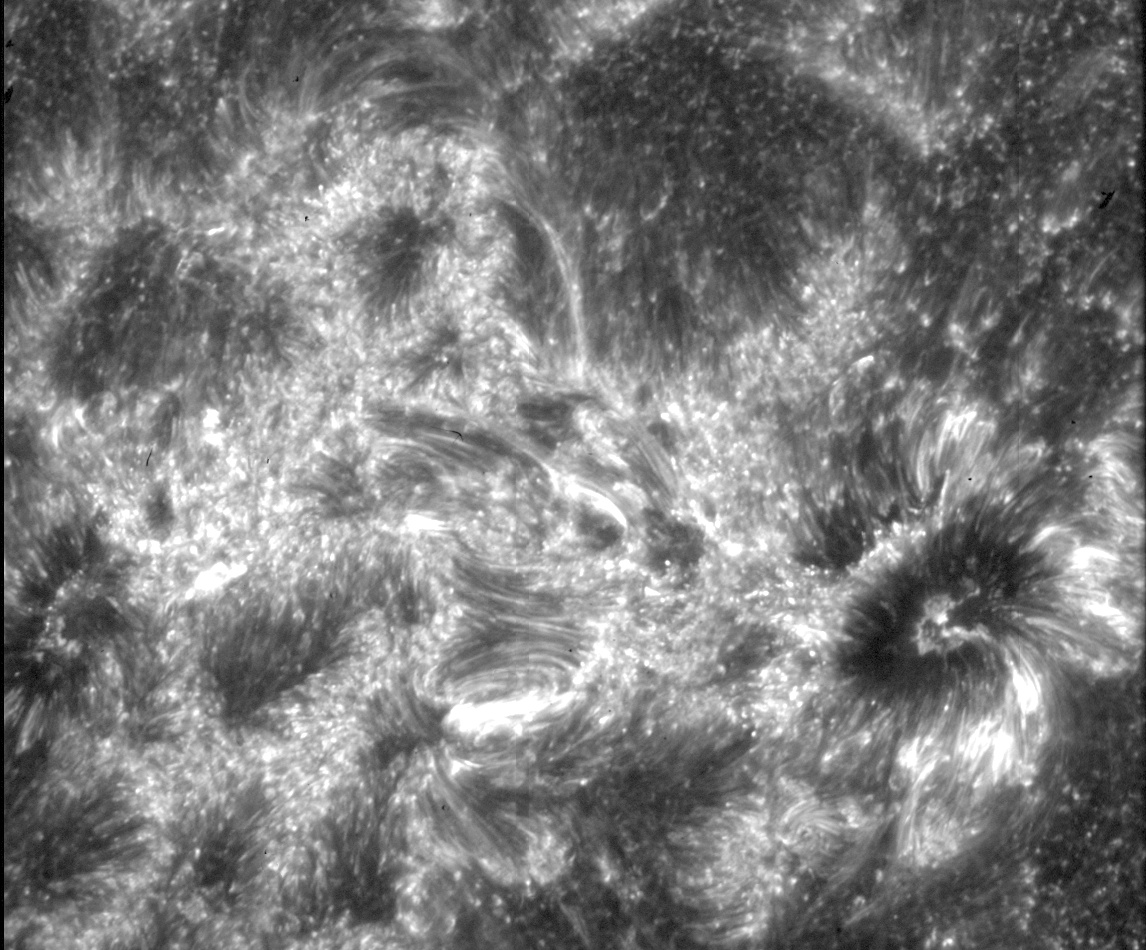
Сонце на першому світлі супутника IRIS
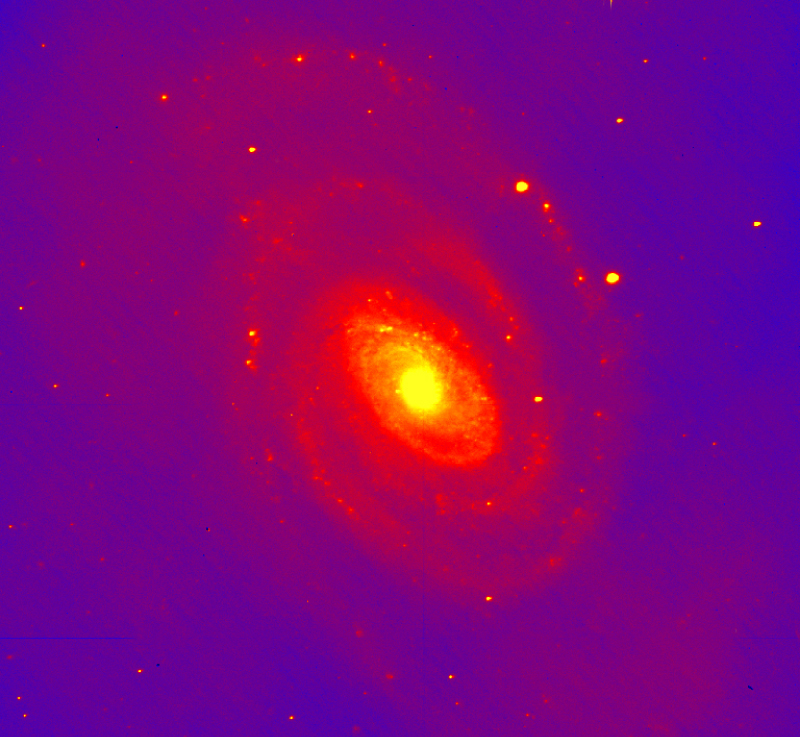
Широкопольна камера VIMOS Дуже Великого телескопа отримала перше світло від NGC 5364
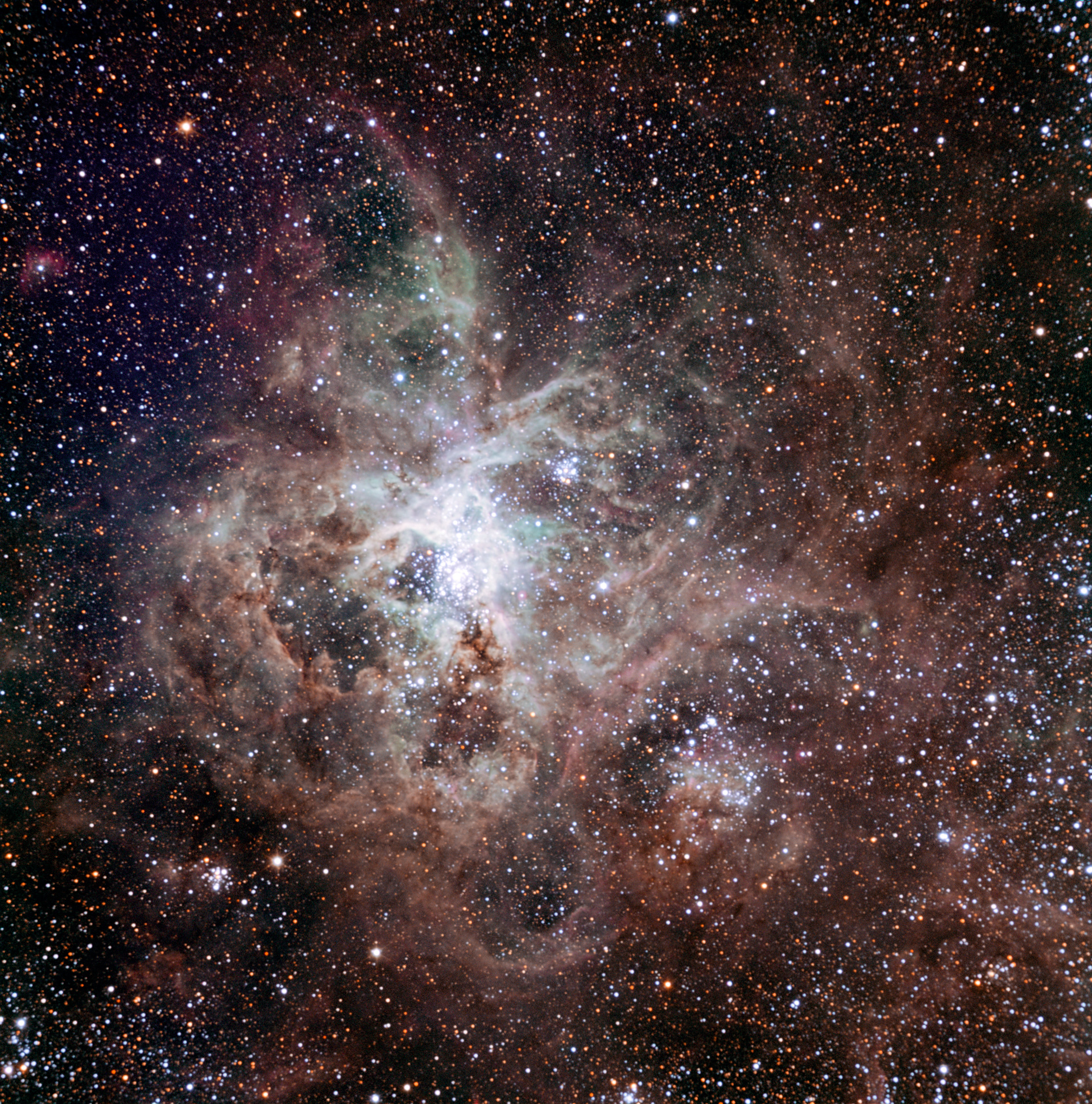
Перше світло туманності Тарантул від TRAPPIST